# Crisis diplomática de Colombia con Ecuador y Venezuela de 2008
La crisis diplomática de Colombia con Ecuador y Venezuela de 2008 (también referida como Crisis Andina) se desarrolló luego de que fuerzas militares y policiales de Colombia ejecutaran la Operación Fénix, una incursión en territorio ecuatoriano en una misión contra la guerrilla, realizando un bombardeo donde murieron Raúl Reyes, otros 17 guerrilleros miembros de las Fuerzas Armadas Revolucionarias de Colombia (FARC), cuatro estudiantes mexicanos y un ciudadano ecuatoriano, quienes se encontraban pernoctando en un campamento fronterizo dentro de este país en la madrugada del 1 de marzo de 2008.
Los gobiernos ecuatoriano y venezolano reclamaron al gobierno colombiano por violar la soberanía del Ecuador al ejecutar allí una operación militar contrainsurgente sin autorización; a su vez el gobierno colombiano declaró haber encontrado, en la incursión, computadores que pertenecían al fallecido Raúl Reyes y que comprometen a dichos gobiernos con el apoyo a las FARC. Los gobiernos de Ecuador y Venezuela sostuvieron que mantenían contactos con las FARC como parte de las negociaciones, junto con Francia, para liberar rehenes y avanzar hacia la paz en el conflicto armado colombiano. Para los gobiernos de ambas naciones, estas negociaciones habrían sido frustradas por la muerte de Reyes.
La crisis provocó la ruptura de las relaciones diplomáticas de los gobiernos de Ecuador y Venezuela con Colombia y el anuncio del envío de tropas militares por parte de los dos primeros países a sus respectivos límites fronterizos con Colombia. El 7 de marzo de 2008 las tensiones se aliviaron durante la cumbre del Grupo de Río, aunque el impase no fue completamente solucionado y las relaciones entre estos países volvieron a tensarse en los años siguientes tras la masacre del Táchira, el acuerdo militar colombo-estadounidense de 2009 y posteriormente la crisis diplomática de 2010.

## Antecedentes

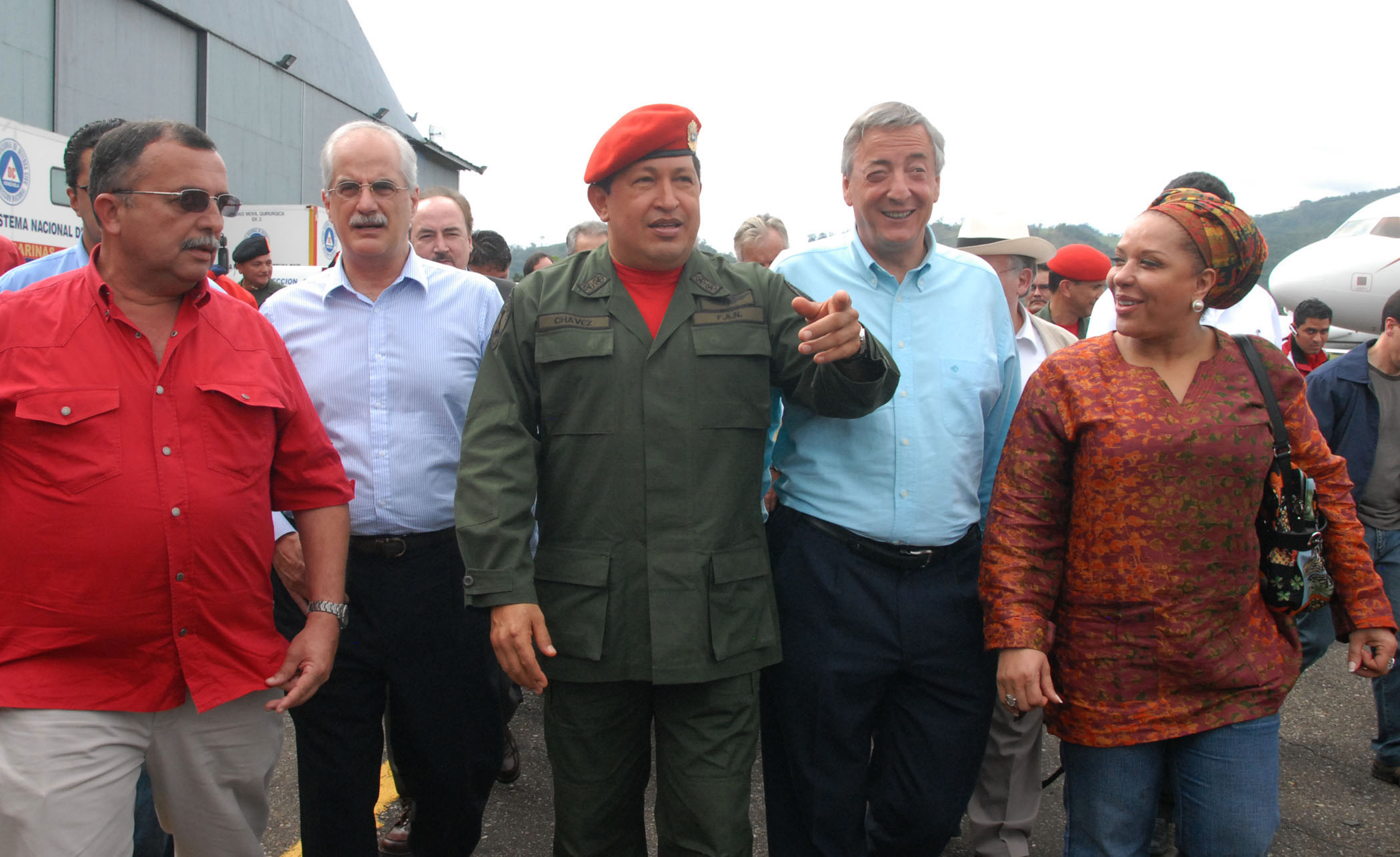
Piedad Córdoba (derecha) junto a los garantes de la Operación Emmanuel.

Las relaciones diplomáticas colombo-venezolanas se vieron afectadas luego de que el gobierno colombiano finalizara la mediación de Hugo Chávez, y la senadora Piedad Córdoba para obtener el acuerdo humanitario. El anuncio fue realizado el 21 de noviembre de 2007, por el portavoz de la Casa de Nariño, César Mauricio Velásquez. "El presidente de la República da por terminada la facilitación de la senadora Piedad Córdoba y la mediación del Presidente Hugo Chávez, a quienes agradece la ayuda que estaban prestando". El detonante de la situación fue una llamada del presidente venezolano al comandante del ejército Mario Montoya, rompiendo un "pacto de caballeros", acordado en la última reunión de Chávez con el presidente colombiano Álvaro Uribe Vélez en Santiago de Chile.
Al día siguiente, Chávez, en horas del mediodía, ordenó el retiro del embajador Pavel Rondón, y el anuncio de la congelación de las relaciones entre los dos países:

«(...) Lo que yo he hecho es tratar de ayudar con transparencia dedicándole horas y horas al tema del acuerdo humanitario. Es grave cuando un gobierno miente y cuando un presidente se encierra con sus principales asesores y ministros para sacar un documento cargado de mentiras. Por eso yo declaro al mundo que las relaciones con Colombia las meto en un congelador, porque perdí total confianza en el gobierno de Colombia, no creo absolutamente en nadie del gobierno. (...) Usted [Álvaro Uribe] no da la cara, manda a que hablen por usted. Yo no, yo doy mi cara, yo tengo vergüenza y el presidente Uribe está mintiendo y está mintiendo de manera descarada, fea, horrible. Colombia merece otro presidente, un mejor presidente, merece un presidente que sea digno. Si el presidente Uribe quiere romper relaciones con Venezuela por esto, que lo haga. Yo no lo voy a hacer, allá él con su dignidad y su vergüenza.»
Hugo Chávez en un discurso en Zulia.

Horas después, el presidente Uribe respondió que:

«La verdad, presidente Chávez, es que nosotros necesitamos una mediación contra el terrorismo y no legitimadores del terrorismo. Sus palabras, sus actitudes, dan la impresión de que usted no está interesado en la paz de Colombia, sino en que Colombia sea víctima de un gobierno terrorista de las FARC (...) No admitimos que se abuse de nuestra tragedia para venir a incorporar a Colombia a un proyecto expansionista que poco a poco va negando las libertades que con tanta dificultad este continente ha logrado conquistar.»
Álvaro Uribe en Calamar.

Por otra parte, las relaciones entre Colombia y Ecuador, mantenían puntos de tensión frente a este mismo tema, cuando Colombia manifestó en octubre de 2007 su preocupación porque el gobierno ecuatoriano no había tomado acciones adecuadas para prevenir la presencia de grupos insurgentes colombianos dentro de su territorio, mientras Colombia no pone un solo soldado en la frontera. Además el presidente de Ecuador, Rafael Correa, había expresado su malestar con el gobierno colombiano debido a los efectos en la población fronteriza afectada por las fumigaciones aéreas indiscriminadas en la frontera con glifosato durante el transcurso del Plan Colombia. Este caso, considerado un abuso del gobierno colombiano, fue llevado a la OEA, al tiempo que se anunciaron acciones ante las Naciones Unidas y la petición de indemnizaciones para la población afectada.

## Muertos en la operación

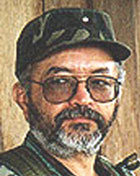
La muerte de Raúl Reyes desató el incidente.

El 1 de marzo de 2008, el gobierno colombiano, mediante su ministro de defensa, Juan Manuel Santos, confirmó la muerte de Raúl Reyes, miembro del secretariado de las FARC, durante el operativo en territorio ecuatoriano. El dirigente de las FARC muerto, estuvo inmerso en 121 procesos judiciales, tenía 57 expedientes por homicidio terrorista, 26 por terrorismo, 25 por rebelión, cuatro por secuestro y nueve por lesiones, además de otras catorce condenas.
El campamento donde se encontraba el líder insurgente en la zona fronteriza, donde murió a causa del ataque junto con otros 22 rebeldes, fue localizado a través de una llamada que habría hecho Reyes, lo que habría permitido al ejército colombiano ubicar el campamento. Los servicios de inteligencia de Colombia al captar la señal de la llamada, realizaron el rastreo técnico. Posteriormente establecieron que el guerrillero se encontraba en las inmediaciones de la frontera y comenzaron a seguirlo. Dicho hecho provocó protestas por parte del gobierno ecuatoriano y venezolano debido a que las tropas colombianas bombardearon el territorio ecuatoriano durante el operativo.
Los estudiantes Ulises Soren Avilés Ángeles, Fernando Franco Delgado, Juan González del Castillo y Verónica Natalia Velásquez, alumnos de la Universidad Nacional Autónoma de México (UNAM) fueron identificados por el gobierno ecuatoriano como desaparecidos que podrían estar entre los muertos hallados en el campamento de las FARC. Según el secretario ejecutivo de la Asociación Latinoamericana para los Derechos Humanos, Juan de Dios Parra, los estudiantes habían participado en un congreso bolivariano que se realizó en Ecuador durante el mes de febrero.

## Respuestas

### Ecuador
Tras la muerte de Reyes, el presidente ecuatoriano Rafael Correa declaró que había sido informado de la situación por parte del presidente colombiano, y dijo que enviaría las fuerzas militares de su país a investigar los hechos ocurridos en porción ecuatoriana de la zona fronteriza ecuatoriana. Posteriormente, Correa declaró que Colombia había incursionado de manera ilegal en territorio ecuatoriano con el objetivo de bombardear al campamento de Reyes, lo cual rechazó afirmando que "aquí nadie puede entrar a nuestro territorio y menos aún armado, por más que sean fuerzas irregulares o regulares".
De acuerdo con las investigaciones del Ecuador, los guerrilleros fueron bombardeados y "masacrados" utilizando "tecnología de punta" mientras pernoctaban en el campamento, lo que fue llevado a cabo, probablemente, con ayuda de alguna "potencia extranjera", una vez realizados los bombardeos, el ejército colombiano cruzó la frontera con el fin de extraer el cadáver de Reyes, abandonando los demás. Concluyó diciendo que:

«El presidente Uribe estuvo mal informado o descaradamente le mintió al presidente de Ecuador, pero el gobierno ecuatoriano no va a permitir más ultrajes del gobierno colombiano y vamos a ir hasta la últimas consecuencias para que se aclare este escandaloso hecho de una agresión a nuestro territorio y a nuestra patria.»
Rafael Correa

Además, el gobierno de Ecuador retiró a su embajador en Bogotá y envió una nota de protesta, en la cual se solicita a Colombia que explique el "indebido proceder de sus fuerzas militares", reiterando el que "ninguna fuerza militar regular o irregular puede actuar en el territorio de Ecuador que, con arreglo a su derecho a la legítima defensa y a la seguridad, repelerá, capturará y someterá a la justicia a quienes ingresen armados al territorio o se establezcan para desarrollar actividades al margen de la ley". Concluye que "el Estado ecuatoriano ha colaborado con autoridades colombianas en acciones apegadas a las leyes de los dos países y a los derechos humanos. Lamentablemente esta cooperación bilateral no se verificó en torno a los hechos descritos, que por tanto significan la vulneración de la integridad territorial y el ordenamiento legal de Ecuador".
En la noche del 2 de marzo de 2008, el presidente Correa anunció públicamente la expulsión del embajador colombiano en Quito y solicitó la inmediata convocatoria de los consejos permanentes de la OEA y la CAN, además de reiterar la movilización de tropas ecuatorianas a la frontera norte. Además, Correa exigió al gobierno colombiano "compromisos firmados de respeto a Ecuador" y no solamente disculpas formales, a las que calificó de "burla".
El 3 de marzo de 2008 el gobierno ecuatoriano anunció que rompía sus relaciones con el gobierno de Colombia. El comunicado emitido afirma que Correa ordenó proteger a una patrulla militar colombiana en Ecuador, que argumentaba estar rodeada por 200 miembros de las FARC durante la verificación de los hechos, comprobando posteriormente que era falso y que dicha patrulla "estaba ganando tiempo para poder regresar a su país" después del ataque. El gobierno ecuatoriano menciona la interceptación de comunicaciones en ese sentido y afirma que los militares colombianos "claramente sabían que era en nuestro territorio" ya que desde hace días seguían a Reyes "por medio del teléfono satelital". El comunicado concluye que "hoy que se devela la mentira, nos tratan de involucrar con las FARC, supuestamente por documentos, sin firma, que encontraron en tres computadoras que supuestamente capturaron en el campamento y luego de las explosiones quedaron intactas".

### Venezuela
El presidente venezolano Hugo Chávez reaccionó ante el incidente manifestando que consideraba de suma gravedad la violación de la soberanía ecuatoriana por parte de fuerzas militares de Colombia. El mismo día del hecho el presidente venezolano advirtió a Colombia abstenerse de hacer lo mismo en suelo venezolano porque "se encontrará con una guerra".
El 2 de marzo de 2008, Chávez estimó en su programa Aló Presidente, que la muerte de Reyes fue un "cobarde asesinato" y afirmó que se produjo sin ningún combate. Al mismo tiempo, ordenó al Ministro de Defensa de Venezuela, Gustavo Rangel, movilizar 10 batallones del ejército a la frontera, y solicitó al Canciller Nicolás Maduro, retirar a todos los funcionarios venezolanos en la embajada de Bogotá, y dijo que enviaría aviones Sukhoi a la frontera en caso de ordenarse una incursión militar colombiana al territorio venezolano. El presidente venezolano anunció que "apoyaremos al Ecuador en cualquier circunstancia", y pidió que otros gobiernos latinoamericanos se pronuncien al respecto.
Chávez afirmó que Colombia pretende convertirse en el "Israel de América Latina". Posteriormente se dirigió en tono descalificativo al Primer Mandatario colombiano: "Uribe es un criminal, no sólo un mentiroso, un paramilitar y dirige un narcogobierno. Es un criminal y dirige una banda de criminales en el Palacio de Nariño".
"Nosotros no queremos guerra, pero no le vamos a permitir al presidente Uribe y la oligarquía colombiana que nos venga a dividir, a debilitar", concluyó Chávez. El 3 de marzo el canciller venezolano, anunció oficialmente que el Gobierno del presidente Hugo Chávez decidió expulsar al embajador de Colombia y a todo el personal diplomático de su embajada en Caracas.

#### Polémicas
En Venezuela algunos sectores criticaron al presidente Chávez, aduciendo "complicar a la Nación en un problema que no les incumbe, ya que el país ni fue invadido ni agredido".
En la tarde del 3 de marzo, el gobernador del fronterizo estado Zulia, Manuel Rosales, líder de la oposición venezolana, criticó la actitud de Chávez: "él habla en nombre de todos los venezolanos y estoy seguro que la inmensa mayoría de este pueblo no quiere más problemas, no quiere más violencia, inconvenientes ni distanciamiento con otros países, sino que solucionemos nuestros problemas. Además acusó al presidente de "alta traición a la patria" por colocar a Venezuela "en actitud de guerra por defender las posiciones y andanzas" de una organización que representa a la "guerrilla y al terrorismo".
El 4 de marzo el general Raúl Isaías Baduel, comandante general del Ejército de Venezuela hasta el 2006 y ministro de Defensa de Venezuela hasta junio de 2007, cofundador del Movimiento Bolivariano Revolucionario, junto a Hugo Chávez y otros, realizó duras críticas al respecto del anuncio del desplazamiento de los batallones por parte de Chávez "ha sido hecho ante micrófonos, como si fuera un reality show. Y ese anuncio proviene de alguien que se supone que los planes de movilización deben manejarse con reserva. Chávez quiere ir a la guerra como Mambrú: solo. Porque a la guerra no sólo van generales y almirantes, van mandos medios, oficiales y suboficiales que razonan y saben que no ha habido una agresión contra nuestro país. Las razones son ficticias. Y el pueblo venezolano, del que las fuerzas armadas forman parte, lo sabe" y que desea "importar el problema, pero no ha habido ninguna agresión a nuestro país, ni siquiera una amenaza cierta". De acuerdo a José Vicente Rangel, la Operación Fénix se llevó a cabo con el apoyo de fuerzas especiales estadounidenses.

### Colombia

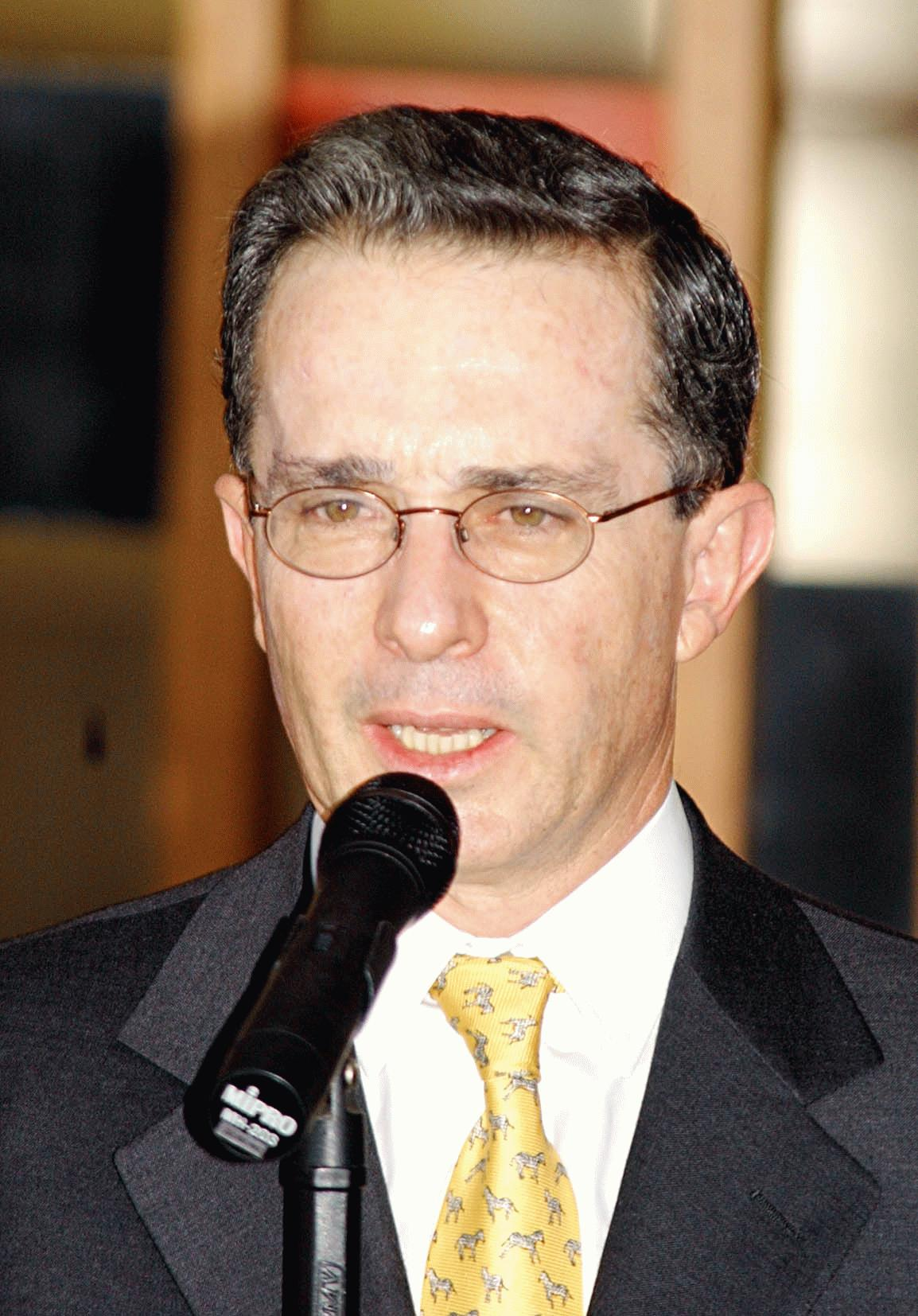
Álvaro Uribe Vélez, expresidente de Colombia.

Horas después de la muerte de Raúl Reyes, el presidente colombiano Álvaro Uribe Vélez afirmó que "hoy hemos dado otro paso contra el terrorismo que no respeta fronteras y que pretende seducir pueblos mientras ve la posibilidad de utilizarlos y finalmente los invade y los sorprende", agregando que asumía la responsabilidad total de la operación.
Después de las declaraciones de Correa y Chávez, el gobierno colombiano, mediante su canciller Fernando Araújo, pidió disculpas a Ecuador "por la acción que se vio obligado a adelantar en la zona de frontera, consistente en el ingreso de helicópteros colombianos con personal de las Fuerzas Armadas a territorio ecuatoriano, en la cual se rescató el cadáver de Raúl Reyes, de otro guerrillero y algunos elementos personales, al igual que abundante documentación y correspondencia del terrorista, y tres computadores". El comunicado añade que "el Gobierno colombiano nunca ha tenido la pretensión o la disposición de faltar al respeto o vulnerar la soberanía o la integridad de la hermana República del Ecuador".
La cancillería afirmó que Raúl Reyes "dirigía desde hace muchos años operaciones criminales en el sur de nuestro país y clandestinamente, desde territorio ecuatoriano sin el consentimiento de ese Gobierno" y expresó su voluntad de "avanzar en el desarrollo de mecanismos de cooperación en la lucha contra el terrorismo". El gobierno colombiano dijo estar dispuesto a "indemnizar a los ciudadanos ecuatorianos que hubieran podido resultar afectados en los hechos antes descritos".
En comunicado del 3 de marzo de 2008, el gobierno colombiano declaró que no movilizará tropas a las fronteras con Ecuador y Venezuela, afirmó que su interés es la "recuperación del orden público interno", y anunció que sometería a verificación técnica internacional y pondría en conocimiento de la OEA y las Naciones Unidas la información hallada en los computadores de Raúl Reyes sobre presuntos acuerdos que considera "violan la normatividad internacional en su prohibición a los países de albergar terroristas". En el comunicado, el presidente colombiano declaró que "Los acuerdos que puedan existir entre esos dos estados –Venezuela y Ecuador– y una organización que es calificada como terrorista (las FARC) violan la normativa internacional en su prohibición a los países de albergar terroristas", acusando de esta manera a los dos países de apoyar de forma encubierta a las FARC.
Por su parte, el Ministro de Defensa de Colombia, Juan Manuel Santos, anunció que la incursión de las tropas colombianas hicieron a Ecuador para abatir al segundo hombre de las FARC, Raúl Reyes, se hubiera evitado con una mayor colaboración de parte de Quito. "Si hubiese un tipo de colaboración real con el Ecuador para perseguir estos grupos, este tipo de situaciones no se hubieran presentado, pero es que nunca la hemos tenido. Ellos siempre han tenido una posición de que no quieren interferir en el conflicto colombiano", dijo Santos.
El 4 de marzo, en medio de una escalada diplomática, el presidente de Colombia, Álvaro Uribe declaró que "Colombia se propone, en la Corte Penal Internacional, denunciar a Hugo Chávez, presidente de Venezuela en ese momento, por patrocinio y financiación de genocidas".

## Documentos incautados
Voceros de la presidencia de Colombia han asegurado tener supuestos documentos "tremendamente reveladores" que demuestran la existencia de "vínculos" entre el entonces Presidente de Ecuador, Rafael Correa, el entonces Presidente de Venezuela, Hugo Chávez, y los guerrilleros de las FARC. El gobierno colombiano afirma que dichos documentos fueron encontrados dentro de los tres ordenadores incautados por la Inteligencia Militar colombiana al guerrillero abatido, Raúl Reyes, argumentando que vincularían seriamente a dichos mandatarios con el grupo guerrillero de las FARC, según ha informado el director de la Policía de Colombia, Óscar Naranjo.
1. Buscan establecer un nexo entre los presidentes de Ecuador y Venezuela con las FARC.[53][54]
2. Alianza armada entre las FARC y el gobierno de Venezuela.[55]
3. Que supuestamente el ministro de Seguridad Interna y Externa de Ecuador, Gustavo Larrea, le había dicho personalmente a Reyes que Quito tenía interés en oficializar las relaciones con las FARC.[54]
4. La compra y venta de 50 kilogramos de uranio no enriquecido que no les fue entregado.[56]
5. En éstos se destaca el agradecimiento de Chávez por la ayuda de 105.000 dólares - al cambio de la época - que recibió de la guerrilla cuando estaba en prisión en 1992, después de intentar un golpe de Estado contra el presidente Carlos Andrés Pérez.[57][58]
6. La documentación incluye correspondencia de Luciano Marín, miembro de la dirección de las FARC, en la que habla del financiamiento de Venezuela a la guerrilla por 300 millones de dólares.[2][53]
7. De documentos hallados en los ordenadores se intenta desprender que Hugo Chávez aportó armas y dinero a las FARC, que adiestraron a grupos afines al chavismo.[59]
8. Inteligencia colombiana no modificó Correos electrónicos los cuales indican que las FARC contribuyeron con al menos 100.000 dólares (unos 64.000 euros) a la campaña electoral de Correa, en 2006.[53]

Antes de medianoche del 2 de marzo se conoció la posición ecuatoriana ante las denuncias formuladas por Colombia sobre los vínculos de Ecuador con las FARC. El viceministro de Defensa de Ecuador, Miguel Carvajal, afirmó que las declaraciones del director de la Policía colombiana eran una "patraña". Dijo que no sabía de donde se "sacaba eso", respecto a los presuntos vínculos de Correa con la guerrilla colombiana.
Posteriormente, en cadena televisiva, el presidente Correa y su ministro coordinador de seguridad, Gustavo Larrea, declararon que cualquier acercamiento con las FARC se debía a negociaciones realizadas junto a Francia, buscando liberar doce secuestrados incluyendo a Ingrid Betancourt. Para el gobierno ecuatoriano, las negociaciones para la liberación estaban "bastante avanzadas" y fueron frustradas por la acción colombiana. El presidente ecuatoriano expresó que su gobierno no descartaba que impedir la liberación de secuestrados fuera "una de las motivaciones de la incursión y ataque por parte de los enemigos de la paz".

## Dictamen de la Interpol
El 16 de mayo de 2008, el secretario general de la Organización Internacional de Policía Criminal (Interpol), Ronald Noble, presentó las conclusiones de un peritaje forense practicado a los tres portátiles, las tres memorias USB y los dos discos duros externos supuestamente pertenecientes al jefe guerrillero, Raúl Reyes.
«Interpol concluye que no hubo ningún tipo de alteración, repito, ninguna alteración de los datos [...] «A partir de ahora nadie puede cuestionar nunca si Colombia manipuló la evidencia encontrada. Son auténticos y son de las FARC», dijo sin atisbo de duda el secretario general de ese organismo, Ronald Noble, ». El organismo policial también certificó que los equipos incautados "pertenecen a Raúl Reyes" y que sus contenidos se remontan "a muchos años" atrás.
Un equipo de 64 expertos de 15 países trabajó más de 5.000 horas en el análisis de 37.872 documentos de texto, 452 hojas de cálculo, 210.888 imágenes, 10.537 archivos multimedia y 7.989 direcciones de correo electrónico, "que serán muy importantes", acotó Noble, "para investigaciones antiterroristas en Colombia y en otros países". El jefe de Interpol rechazó cualquier pretensión de cuestionar la independencia del organismo. «"Nuestro papel es exclusivamente técnico. No tenemos ningún interés personal"».

## Rechazo a acciones de Colombia
El 5 de marzo, luego de intensas y largas conversaciones (de más de 14 horas, según Arístides Royo, representante de Panamá), los representantes en la OEA llegaron a un acuerdo provisional por el cual se rechaza la violación de la soberanía territorial ecuatoriana. El embajador venezolano, Jorge Valero, apoyó la iniciativa por considerarla la voluntad de rechazar todo intento de agresión de un país contra otro. Para María Isabel Salvador, representante ecuatoriana ante la OEA, es "un éxito para Ecuador" Los dos países alcanzaron un acuerdo que señala que Bogotá violó el artículo 21 de la OEA, que sostiene que "el territorio de un Estado es inviolable" en cualquier situación.

### Resolución de la OEA
Mediante el acuerdo provisional entre Ecuador y Colombia, por unanimidad la asamblea de la OEA resolvió declarar que Colombia violó la soberanía territorial de Ecuador. El Gobierno del Ecuador impuso cinco condiciones para restaurar las relaciones con Colombia: 
1. Control militar de Colombia en la frontera común.
2. Indemnización por el ataque perpetrado en Angostura.
3. Ayuda económica a través de la ONU para la atención de refugiados colombianos.
4. Entrega de información sobre el bombardeo, en el que pudo haber participado Estados Unidos.
5. Poner fin a las denuncias infundadas que relacionan al Gobierno con las FARC.

Mientras eso no ocurriera, Ecuador no restablecería relaciones diplomáticas con Colombia, las cuales terminaron por reanudarse en noviembre de 2010.

## Actividad militar
Desde el 2 de marzo, tanto Venezuela como Ecuador realizaron movilización de tropas hacia la frontera con Colombia. Al día siguiente, Colombia afirmó que no movilizaría tropas en respuesta. En la inteligencia militar colombiana sostienen que el desplazamiento de tropas venezolanas a la frontera tuvo como objetivo proteger al líder de las FARC, Manuel Marulanda, el cual estaría oculto en el occidente de Venezuela.
En la noche del 5 de marzo, día que la OEA expuso su resolución sobre el caso, Rafael Correa, presidente de Ecuador, afirmó que era "Bienvenida la comisión de verificación (...) y luego irían a la citada Asamblea de cancilleres para que haya una condena contundente, porque si no recibe esas satisfacciones Ecuador, sabremos exigirlas por nuestros propios medios, y la OEA y la comunidad internacional por su silencio y omisiones habrán sido las culpables". Además complementó diciendo que "Colombia no ha movilizado tropas a la frontera porque no puede, no porque no quiere, porque esa zona la controla las FARC, Ecuador limita con las FARC".
A pesar de la advertencia, Juan Manuel Santos, Ministro de Defensa de Colombia en ese entonces, ratificó la estrategia del gobierno colombiano de no enviar tropas a la zona limítrofe. "Nosotros no tenemos ninguna preocupación por ese movimiento de tropas ni vamos a mover nuestras tropas hacia la frontera. Queremos, simplemente, enviarle al pueblo de Venezuela y al pueblo de Ecuador nuestra admiración y nuestra parte de tranquilidad absoluta."

## Cumbre de Río

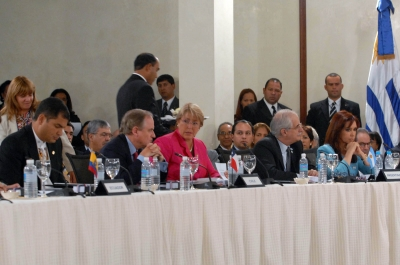
De izquierda a derecha: Rafael Correa, Michelle Bachelet y Cristina Fernández durante la cumbre.

Durante la cumbre del Grupo de Río en República Dominicana a donde asistieron los mandatarios de cada país el día 7 de marzo de 2008, se presentaron acusaciones de parte y parte. Uribe aceptó haber violado la soberanía de Ecuador y pidió disculpas. Al final del debate, el presidente anfitrión Leonel Fernández tomó el micrófono para solicitar que los presidentes de Colombia, Ecuador y Venezuela se dieran un apretón de manos para terminar con sus diferencias. Con este acto simbólico se ilustra el fin de la crisis. Dos días tras la cumbre Chávez calificó el conflicto de "desactivado" y restableció las relaciones comerciales, fronterizas y retiró al ejército venezolano de la frontera con Colombia.

## Posiciones

### Otros países
- Argentina: el canciller Jorge Taiana afirmó que mantuvo conversaciones telefónicas con sus pares de Colombia, Ecuador y Venezuela, además de los de Brasil, Chile y Paraguay. Entre tanto, una fuente cercana al Palacio San Martín afirmó que existió "una evidente violación de la soberanía territorial de un país de la región como es Ecuador".[83]

- Bolivia: el presidente Evo Morales, quien ejercía también como presidente pro-témpore de la Unasur, declaró que la crisis desatada puede socavar profundamente los cimientos de la conformación de ésta y fue enfático en rechazar las acciones violentas emprendidas, abogando por una solución pacífica al conflicto, declarando: "No creo en soluciones militares ni en la confrontación armada, hay que buscar salidas pacíficas y humanitarias a los problemas entre países hermanos".[84]

- Brasil: el canciller Celso Amorim pidió a la OEA que se investigue con prontitud el caso de la violación de la soberanía del Ecuador.[85] El presidente Luiz Inácio Lula da Silva ha conversado con varios mandatarios incluidos los de los tres países para buscar una salida a la crisis.[86]

- Chile: la presidenta Michelle Bachelet, afirmó que "una situación de esta naturaleza sin dudas merece una explicación por parte de Colombia a los ecuatorianos, al presidente ecuatoriano y al conjunto de la región".[87]

- Cuba: aludiendo a la crisis, el expresidente Fidel Castro afirmó que "se escuchan con fuerza" en América del Sur "las trompetas de la guerra", en razón de lo que calificó como "planes genocidas del imperio yanqui".[88]

- España: en nota del Ministerio de Asuntos Exteriores, el Gobierno de España expresó su "preocupación" y abogó por la recuperación de un clima de entendimiento entre las partes haciendo un llamamiento "a la calma y encarece a las partes para que resuelvan sus diferencias, utilizando los canales diplomáticos, por medio del diálogo, la cooperación entre vecinos y la buena fe".[89][90]

- Estados Unidos: la Casa Blanca expresó su sorpresa por la respuesta de Venezuela, considerándola como una "extraña reacción por parte de Venezuela a los esfuerzos de Colombia en su combate a las FARC, una organización terrorista que sigue reteniendo (secuestrados) a colombianos, estadounidenses y a otros rehenes".[91] "No veo ninguna razón para que otro país pudiera involucrarse en este tema", agregó Tom Casey, portavoz del Departamento de Estado. Estados Unidos también expresó "total apoyo" a Colombia por el ataque militar a un campamento de la guerrilla colombiana en territorio de Ecuador, donde según el gobierno colombiano se daba abrigo para perpetrar sus acciones terroristas en el país vecino.[92]

- Francia: mediante un comunicado, el canciller Bernard Kouchner hizo un "llamado a la contención" ante la "escalada de la tensión en la región andina". Al mismo tiempo consideró la "urgencia de hallar una solución negociada" del conflicto armado colombiano.[93] También expresó que Reyes era el contacto con Francia para la negociación de los rehenes y "es una mala noticia que el hombre con el que estábamos dialogando, con quien teníamos contactos, haya muerto".[62]

- Irán: El ministro de Relaciones Exteriores de Irán, Manouchehr Mottaki, expresó su preocupación por la escalada entre Colombia y sus vecinos, y abogó porque el diferendo se solucione por vía la diplomática. "Estamos preocupados por las recientes agresiones militares en la frontera ecuatoriana", aseguró Mottaki.[94]

- Israel: "El presidente venezolano Hugo Chávez está introduciendo en América Latina la cultura del odio", fueron las declaraciones del embajador de Israel en Argentina, Rafael Eldad, en rechazo a las declaraciones del mandatario venezolano en las que comparó a Colombia con Israel[95]

- Italia: el ministro de Relaciones Exteriores de Italia, Massimo D'Alema, declaró que "La operación militar colombiana en el exterior nos sorprendió mucho y nos dejó preocupados y perplejos". Prosiguiendo con que "una operación de ese tipo resulta en contradicción con el esfuerzo de abrir un canal diplomático" y por ello se entiende que "haya creado graves tensiones en América Latina".

- México: el expresidente Felipe Calderón se ofreció el domingo en la noche para mediar entre los gobiernos de Colombia y Ecuador, mediante comunicación telefónica con los mandatarios de ambos países. El vocero de la presidencia indicó que "el presidente Felipe Calderón sostuvo conversaciones telefónicas con sus homólogos de Ecuador y Colombia, Rafael Correa y Álvaro Uribe, respectivamente, a fin de dialogar sobre la delicada situación que prevalece entre ambos países",[96] y posteriormente se ofreció como mediador en la crisis.[41]

- Nicaragua: el presidente Daniel Ortega condenó la muerte de Reyes, que calificó de asesinato, diciendo que el presidente Uribe había "matado a las posibilidades de paz en Colombia" y[97][98] el 6 de marzo de 2008 retiró su embajada y rompió relaciones diplomáticas con Colombia.[99]

- Perú: el presidente Alan García Pérez pidió a Colombia "explicaciones claras" por la incursión militar en Ecuador, respaldando el principio de soberanía. También indicó que el gobierno venezolano "no añada palabras ni hechos" ya que su país no ha sido afectado[100]

- Surinam: el vicepresidente Ram Sardjoe expresó que su país mantiene buenas relaciones con Colombia, Ecuador y Venezuela, y consideró el hecho como un asunto interno de los tres países, al mismo tiempo que sugirió la mediación de Surinam en apoyo a una salida a la crisis.[101]

- República Dominicana: el presidente Leonel Fernández conversó vía telefónica con los presidentes de los tres países en conflicto el día martes 4 de marzo, exhortándolos a seguir el camino del diálogo y a emplear el escenario de la Cumbre de jefes de Estado y de Gobierno del Grupo de Río, que reuniría junto a otros jefes de Estado de la región, a los presidentes de Colombia, Venezuela y Ecuador; y que se celebraría en la capital dominicana Santo Domingo, para conversar sobre las formas de solucionar el conflicto.

- Rusia: el presidente Vladímir Putin expresó su apoyo a una solución política a la crisis,[102] aunque se rumoró posteriormente la existencia de una supuesta alianza entre Rusia y Venezuela en una eventual guerra con Colombia.[103]

- Uruguay: en comunicado de prensa, el Ministerio de Relaciones Exteriores instó a "establecer, de manera urgente, un ámbito de diálogo tendiente a resolver y superar las diferencias existentes, retornando a la normalidad de sus relaciones" y solicitó al Mercosur una reunión para analizar la crisis.[104]

### Organismos internacionales
- OEA: el secretario general de la OEA, José Miguel Insulza se ha enfrascado en intensas conversaciones diplomáticas con diversos cancilleres y mandatarios regionales con el fin de buscar una salida pacífica al conflicto, con estos mismo fines el Consejo Permanente se reunirá el día 4 de marzo a las 15:00 de forma extraordinaria.[105]

- ONU: el secretario general de la ONU, Ban Ki-moon en un escueto comunicado, declaró que la crisis debe resolverse en medio de "el espíritu de diálogo y cooperación que ha caracterizado tradicionalmente" a los tres países, en sus relaciones.[106]

- UE: Javier Solana, Alto Representante para la Política Exterior y de Seguridad Común de la Unión Europea, le pidió al presidente colombiano Álvaro Uribe Vélez que se mantenga "calmado, contenido y moderado en sus mensajes". Luego, Uribe contactó al diplomático europeo para exponerle detalles de la crisis. Por su parte, el vicepresidente colombiano Francisco Santos se reunió con Solana en Bruselas el 5 de marzo.[107]

- CAN: el Parlamento Andino, organismo de la Comunidad Andina, reunido en Lima emitió una declaración pidiendo mecanismos de diálogo entre Ecuador y Colombia, pidiendo que otros países se abstengan de intervenir, invocando el respeto a la soberanía de los países y condenando los actos terroristas.[108]